# 绥阳南站
绥阳南站位于中国黑龙江省牡丹江市东宁市绥阳镇，是绥东铁路车站。车站建于1899年，原名六站、小绥芬站、绥阳站，最初为滨绥铁路车站。2016年牡绥铁路在绥阳镇新建绥阳站，本站更名绥阳南站；同时绥东铁路自新绥阳站引出，本站为中间站。现隶属于哈尔滨铁路局绥芬河车站，设有通往绥阳林业局的专用线，主要办理货运和进口原木熏蒸业务，为四等站。